# تفسير ابن مردويه
تفسير ابن مردويه، لأحمد بن موسى بن مردويه الأصبهاني، المتوفى سنة 410هـ، وكان من البارعين في التصنيف. يمتاز تفسيره بكثرة الروايات المرفوعة، حيث يرويها من طرق متعددة، لكنه لا يشترط الصحة فيما يرويه، فكثرت عنده الغرائب والأباطيل، كما أنه لا يعتني بذكر أقوال المفسرين السابقين له.
وتفسير ابن مردويه ما زال مفقودا، وقد جمعت رواياته من كتب التفسير الأخرى، كما أجرى الباحث محمد الخضيري دراسة حول منهج ابن مردويه في تفسير، من خلال رواياته المذكورة في كتب التفسير المتوفرة.

## منهجه في التفسير
من خلال النقولات عن ابن مردويه في كتب التفاسير يمكن استيضاح منهجه في التفسير، والذي يتمثل في التالي:
1. عنايته الفائقة بالتفسير المروي عن النبي صلى الله عليه وسلم، وهو تفسير القرآن بالسنة، فقد ملأ تفسيره بالروايات المرفوعة إلى النبي صلى الله عليه وسلم، ويروي الحديث بطرقه المختلفة، وهذا ما يجعله يتفوق على كتب التفسير الأخرى في هذا الجانب.
2. لم يلتزم الصحة فيما يرويه من أحاديث، فهو يروي ما عنده من أحاديث تتعلق بالآية ولا يشترط الصحة في ذلك.
3. قلة التفسير المنقول عن الصحابة والتابعين ومن بعدهم من المفسرين؛ وذلك لأنه صرف عنايته للتفسير المرفوع وأكثر منه.
4. في آيات الأحكام يذكر الروايات المرفوعة في بيان الحكم الذي تدل عليه الآية، وقل أن تخلو آية من آيات الأحكام من حديث مرفوع يبين الحكم.
5. قلة الإسرائيليات في تفسيره؛ لأن معظمها من الموقوف والمقطوع، وابن مردويه لا يعتني بذكرها، بل عنايته بالروايات المرفوعة.
6. يعتني بذكر القراءات في الآيات، وهو في هذا كباقي المفسرين.
7. عنايته بذكر الأحاديث المتعلقة بالقضايا الاعتقادية.
8. يعتني بالروايات في سبب نزول الآية وبيان المكي والمدني من الآيات.
9. أكثر من الروايات والأحاديث الوعظية وأحاديث الفضائل.[3]

## ثناء المفسرين على تفسير ابن مردويه
نظرا لعناية ابن مردوية في تفسيره بذكر الأحاديث المرفوعة باختلاف طرقها وإكثاره من ذلك فقد أثنى عليه بعض المختصين في التفسير بسبب ذلك، وقد كان ابن كثير يثني على ابن مردويه بسبب اعتنائه بتخريج بعض الأحاديث المتعلقة بتفسير آيات قرآنية، وإخراجه لها من طرق متعددة، كتخريجه حديث: تفسير السبيل في قوله تعالى: {وَلِلّهِ عَلَى النَّاسِ حِجُّ الْبَيْتِ مَنِ اسْتَطَاعَ إِلَيْهِ سَبِيلاً}, بأن السبيل هو: الزاد والراحلة.
وكذلك في قوله تعالى: {إِنَّمَا جَزَاء الَّذِينَ يُحَارِبُونَ اللَّهَ وَرَسُولَهُ وَيَسْعَوْنَ فِي الأَرْضِ فَسَادًا أَن يُقَتَّلُواْ أَوْ يُصَلَّبُواْ أَوْ تُقَطَّعَ أَيْدِيهِمْ وَأَرْجُلُهُم مِّنْ خِلافٍ أَوْ يُنفَوْاْ مِنَ الأَرْضِ}, يقول ابن كثير: وقد روى قصة العرنيين من حديث جماعة من الصحابة، منهم جابر وعائشة وغير واحد. وقد اعتنى الحافظ الجليل أبو بكر بن مردويه بتطريق هذا الحديث من وجوه كثيرة جدا، فرحمه الله وأثابه.
ولابن كثير عناية بتفسير ابن مردويه، فقد ملأ تفسيره بروايات ابن مردويه وذكرها بأسانيدها، وتأثر بطريقته في جمع الروايات بطرقها، وكان أحيانا ينقل منه روايات دون أن يشير إليه، كما أنه كان ينتقده في إيراده روايات غريبة، بل روايات باطلة وموضوعة.
وممن اعتنى بذكر روايات ابن مردويه من المفسرين: السيوطي في الدر المنثور، والشوكاني في فتح القدير، وكذلك الألوسي في تفسيره.

## النقد على تفسير ابن مردويه
مما انتقده المفسرون على ابن مردويه في تفسيره:
1. إيراده للأحاديث الغريبة بكثرة؛ وذلك لأنه صرف عنايته لذكر الأحاديث بطرقها، فكثرت عنده الغرائب التي لا تصح، وهذا مما انتقده عليه ابن كثير.
2. عدم اعتنائه بذكر أقوال المفسرين من الصحابة والتابعين وغيرهم.
3. يروي كثيرا من الأحاديث مما ليس له مساس أصيل بتفسير الآيات، كأحاديث الوعظ والرقائق.[2]

## جمع روايات ابن مردويه في التفسير
تفسير ابن مردويه ما زال مفقودا، وقد جمعت رواياته في التفسير من كتب التفسير الأخرى، ومما ظهر في هذا:
1. مرويات ابن مردويه في التفسير من سورة الفاتحة إلى آخر سورة المائدة، إعداد شريف جبريل، وهي رسالة ماجستير بالجامعة الإسلامية بالمدينة المنورة عام 1414هـ - 1993م.
2. مرويات ابن مردويه في التفسير من سورة الأنعام إلى آخر سورة النحل، إعداد أحمد نجيب بن عبد الله، وهي رسالة ماجستير بالجامعة الإسلامية بالمدينة المنورة عام 1414هـ.
3. مرويات ابن مردويه في التفسير من سورة الإسراء إلى آخر سورة فاطر، إعداد عبد المجيد الشيخ عبد الباري، وهي رسالة ماجستير بالجامعة الإسلامية بالمدينة المنورة عام 1414هـ.
4. بحث بعنوان: ابن مردويه ومنهجه في التفسير، للباحث محمد الخضيري، نشر في مجلة الدراسات القرآنية عدد 3.